# Sentier Briens
Le sentier Briens est une voie située dans le quartier du Bel-Air du 12e arrondissement de Paris en France.

## Situation et accès
Le sentier est desservi par la ligne 6 du métro aux stations Picpus et Bel Air.

## Origine du nom
L'origine du nom reste inconnue.

## Historique
Cette voie privée est un ancien sentier de la ville de Saint-Mandé, annexé à Paris le 1er janvier 1860.

## Bâtiments remarquables et lieux de mémoire
- La rue débouche sur l'hôpital Rothschild et le square Courteline.